# Sobotín (nádraží)
Sobotín je dopravna D3 (dřívější železniční stanice) v severovýchodní části obce Petrov nad Desnou v okrese Šumperk v Olomouckém kraji, nedaleko řeky Merty západně od Sobotína, po němž nese svůj název. Leží na neelektrizované jednokolejné trati Petrov nad Desnou – Sobotín, která je spolu s tratí Šumperk – Kouty nad Desnou označována jako Železnice Desná.

## Historie
Staniční budova byla postavena společností Místní dráha Zábřeh-Sobotín dle typizovaného architektonického vzoru na trati ze stanice Zábřeh, ležící na již postavené trati z Olomouce do Prahy (1845), do Sobotína, pravidelný provoz započal 1. října 1871. Vzniklo zde též nákladové nádraží.
Stanice primárně sloužila k nákladní obsluze Sobotínsko-štěpánovských železáren, ocelářských podniků podnikatelské rodiny Kleinů. Sobotínskou ocel v obrovských objemech využívala stavební firma Kleinů na stavby železničních tratí po celém Rakousku-Uhersku i mimo něj. Železniční trať později odkoupila společnost Moravská pohraniční dráha, v níž Kleinové též působili.
Dne 12. listopadu 1904 otevřela společnost Místní dráha Petrov nad Desnou - Kouty nad Desnou trať ze Sobotína do Petrova nad Desnou. Po zestátnění soukromých společností v říši po roce 1908 pak obsluhovala stanici jedna společnost, Císařsko-královské státní dráhy (kkStB), po roce 1918 pak správu přebraly Československé státní dráhy.

## Popis
Nachází se zde jedno jednostranné nástupiště, k příchodu k vlakům slouží přechod přes koleje.